# Tapeinosperma oblongifolium
Tapeinosperma oblongifolium är en viveväxtart som beskrevs av Carl Christian Mez. Tapeinosperma oblongifolium ingår i släktet Tapeinosperma och familjen viveväxter. Inga underarter finns listade i Catalogue of Life.